# Jazzin' for Blue Jean
Jazzin' for Blue Jean est un court-métrage avec David Bowie, réalisé par Julien Temple. Il s'agit d'un clip de promotion du single Blue Jean, sorti en 1984 et figurant sur l'album Tonight. Ce clip d'une vingtaine de minutes s'est fait remarquer par sa longueur exceptionnelle pour l'époque et sa réalisation soignée, de type cinématographique. 

## Synopsis
David Bowie interprète Vic, un colleur d'affiches maladroit tombé amoureux d'une jeune fille croisée dans la rue. Pour l'impressionner, il prétend connaître personnellement son chanteur préféré, Screaming Lord Byron (également joué par Bowie), dont le dernier single, Blue Jean, est dans toutes les oreilles. Guère impressionnée, elle le met au défi de lui présenter. Le soir du concert de Screaming Lord Byron, Vic tente d'entrer dans le club sans ticket, mais se fait impitoyablement refouler par le videur. Il parvient à s'introduire dans la chambre du chanteur (dépeint comme un drogué dépourvu d'énergie ) et lui demande de faire semblant de le connaître après le spectacle.
Sur scène, Screaming Lord Byron interprète Blue Jean. En quittant le club, il passe devant la table de Vic et s'arrête, mais c'est parce qu'il a reconnu la fille : ils se sont déjà rencontrés au Pérou. Elle s'en va avec lui, laissant Vic seul. Tandis que leur voiture s'éloigne, Vic/Bowie brise le quatrième mur et demande à Julien Temple pourquoi l'histoire ne correspond plus à son idée originale (qui s'achevait sur un happy ending).

## Contexte
Quand David Bowie diffuse ce vidéo-clip, il a déjà à son actif plusieurs clips remarquables, sortis coup sur coup, notamment à partir de son album précédent Let's Dance : Ashes to Ashes, Let's Dance, et surtout China Girl qui provoqua un petit scandale de par ses scènes de nu. Il s'agit donc pour lui de faire encore plus fort et de se distinguer de la concurrence, et notamment par rapport à un autre clip « long et cinématographique » célèbre, sorti à la fin 1983 : Thriller, de Michael Jackson, de plus de 13 minutes.
La version intégrale de Jazzin' for Blue Jean a été diffusée pour la première fois en France sur la chaîne privée Canal+, qui venait à peine de naître en novembre 1984. Elle a servi de programme d'appel à une toute nouvelle émission rock de cette chaîne, présentée par Antoine de Caunes.

## Autres versions
Jazzin' for Blue Jean a connu une diffusion multiple en télévision et dans les émissions rock spécialisées. Ce au moins sous trois formats différents :
- la version intégrale de 20 minutes ;
- la version courte de 3 minutes 25, qui ne reprend que la scène où Screaming Lord Byron interprète la chanson sur scène ;
- une version courte alternative tournée pour la chaîne MTV, sans rapport apparent avec le film. Bowie y joue cette fois sobrement avec son groupe, dans une petite salle de concert aux États-Unis, sans scénarisation particulière ni effet notable. On peut apercevoir un clin d'œil à ce clip dans la version intégrale : il est en effet diffusé sur un écran de télévision, quand Bowie rentre dans un pub, au début du clip.

## Récompenses
Ce clip a vu son réalisateur Julien Temple et David Bowie recevoir en 1985 un Grammy Award pour le « Best Short Form Music Video ».